# Ethochorema brunneum
Ethochorema brunneum is een schietmot uit de familie Hydrobiosidae. De soort komt voor in het Australaziatisch gebied.